# Libertas Termini 1998-1999
La stagione 1998-1999 della Libertas Termini è stata disputata in Serie A2 femminile.
Sponsorizzata dalla Vini Corvo, la società palermitana ha vinto il Girone C di Serie A2 ed è arrivata terza nel girone finale.

## Verdetti stagionali
Competizioni nazionali
- Serie A2:

stagione regolare: 1º posto su 14 squadre (22-4);
girone finale: 3º posto su 3 squadre (0-2).

## Rosa
| Giocatrici |
| ---------- |

| N° | Naz.              | Ruolo | Sportivo             | Anno | Alt. |  |
| -- | ----------------- | ----- | -------------------- | ---- | ---- |  |
|    | Italia (bandiera) | AC    | Valentina Vega       | 1982 | 195  |  |
|    | Italia (bandiera) | G     | Mara Buzzanca        | 1976 | 170  |  |
|    | Italia (bandiera) |       | Vacca                |      |      |  |
|    | Italia (bandiera) |       | Torre                |      |      |  |
|    | Italia (bandiera) |       | Micci                |      |      |  |
|    | Italia (bandiera) |       | Somma                |      |      |  |
|    | Italia (bandiera) | P     | Valentina Petrassi   | 1974 | 172  |  |
|    | Italia (bandiera) |       | Elena Ingargiola     |      |      |  |
|    | Italia (bandiera) |       | Anna Rosso           |      |      |  |
|    | Italia (bandiera) | C     | Carmen Iovine        | 1972 | 190  |  |
|    | Italia (bandiera) | G     | Enza Aglieri Zinella | 1971 | 176  |  |
|    | Italia (bandiera) | P     | Giusy Augetto        | 1980 | 165  |  |
|    | Italia (bandiera) |       | Cocchi               |      |      |  |

| Staff tecnico                 |
| ----------------------------- |
| Allenatore: Francesco Scimeca |